# Zărnești (okręg Gałacz)
Zărnești – wieś w Rumunii, w okręgu Gałacz, w gminie Jorăști. W 2011 roku liczyła 377 mieszkańców.